# Massalavés

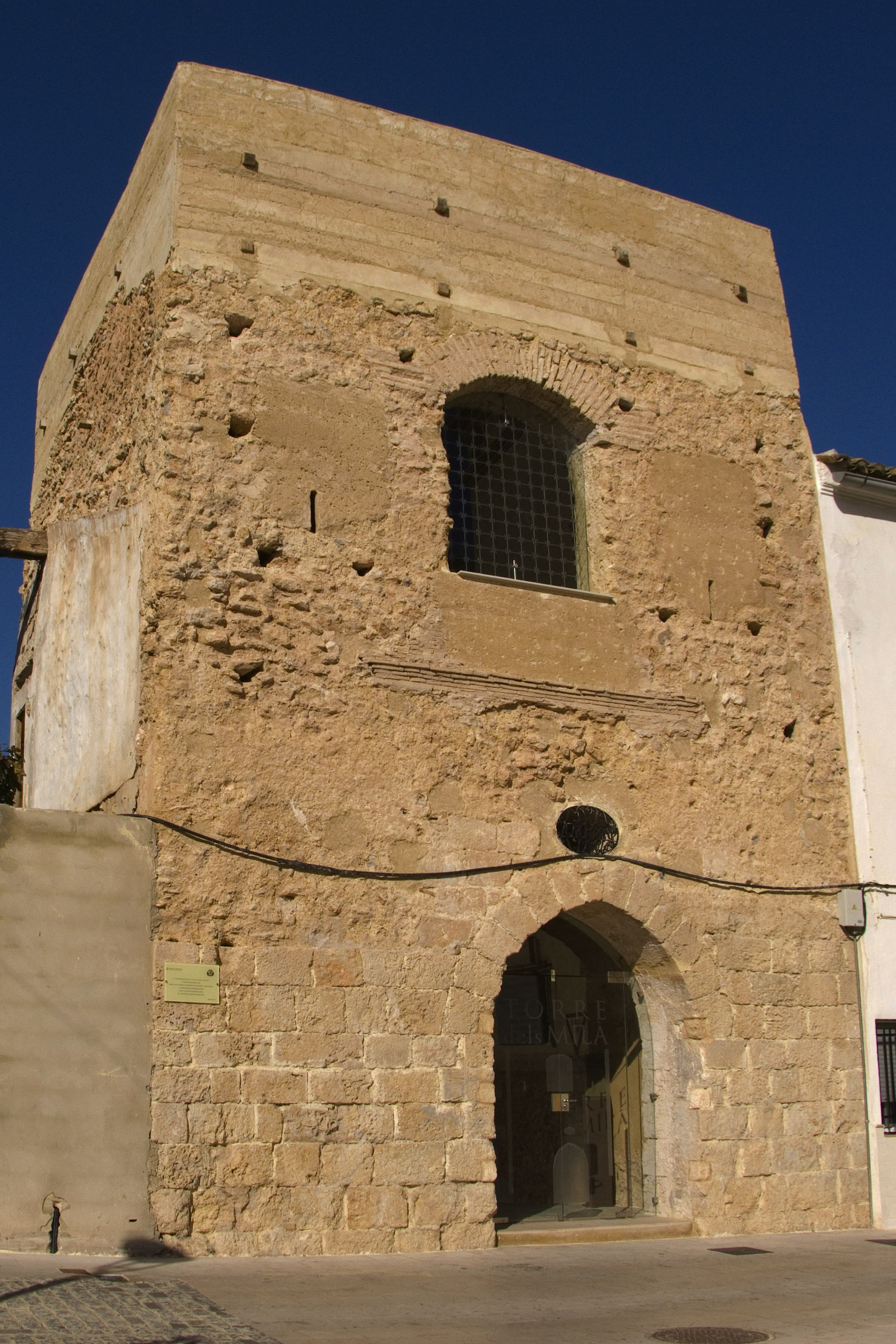
Tour Milà

Massalavés, en valencien et officiellement (Masalavés en castillan), est une commune de la province de Valence, dans la Communauté valencienne, en Espagne. Elle est située dans la comarque de la Ribera Alta et dans la zone à prédominance linguistique valencienne. Sa population s'élevait à 1 649 habitants en 2013.

## Géographie

Localisation de Massalavés
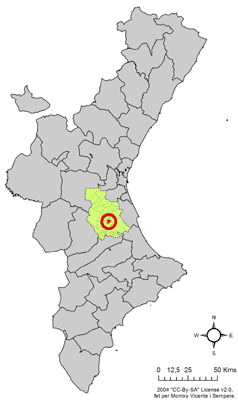
dans la Communauté valencienne.
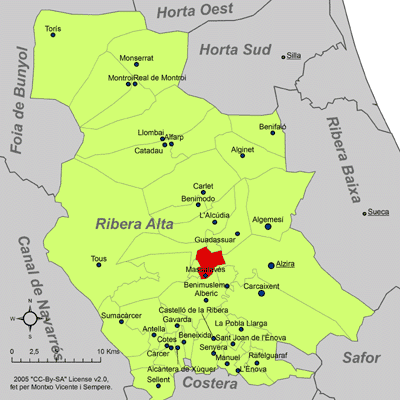
dans la comarque de la Ribera Alta.

### Infrastructures et voies d'accès
La commune de Massalavés est desservie par la ligne 1 du métro de Valence.

### Localités limitrophes
Le territoire communal de Massalavés est voisin de celui des communes suivantes :
Guadassuar, Alzira, Benimuslem, L'Alcúdia et Alberic, toutes situées dans la province de Valence.

## Démographie
| 1990  | 1992  | 1994  | 1996  | 1998  | 2000  | 2002  | 2004  | 2005  |
| ----- | ----- | ----- | ----- | ----- | ----- | ----- | ----- | ----- |
| 1.539 | 1.490 | 1.495 | 1.480 | 1.470 | 1.464 | 1.597 | 1.535 | 1.563 |

## Administration
Liste des maires, depuis les premières élections démocratiques.
| Législature | Nom du Maire            | Parti politique |
| ----------- | ----------------------- | --------------- |
| 1979-1983   |                         |                 |
| 1983-1987   |                         |                 |
| 1987-1991   |                         |                 |
| 1991-1995   |                         |                 |
| 1995-1999   | Vicente Villalba Huerta | PP              |
| 1999-2003   | Vicente Villalba Huerta | PP              |
| 2003-2007   | Vicente Villalba Huerta | PP              |
| 2007-2011   | Enrique Domenech        | PSOE            |

### Sources
- (es) Cet article est partiellement ou en totalité issu de l’article de Wikipédia en espagnol intitulé « Masalavés » (voir la liste des auteurs).